# Rákoš (hrad)
Rákoš (jiné názvy: Kovi , Kovi-Kameňany ; historické názvy: Rákos, Rakoswar, Kovi (Kuy, Kwi, Kewy) ) je zřícenina hradu, která se nachází severně od obce Rákoš (lokalita Zámčok / Zámček ) v okrese Revúca (býv. Gemerská župa ). Dispozicí jde o gotický hrad.

## Dějiny
Hrad pochází z poslední třetiny 13. století. Výstavbu hradu realizoval Detrik z rodu Ákošovců, který navazoval na politiku krále Bely IV., který po mongolském vpádu do Uher podporoval výstavbu hradů. Hrad se v písemných pramenech objevuje poprvé v roce 1318. V listině z roku 1367 se však zmiňuje pouze místo hradu, pravděpodobně byl už déle nevyužívaný. V poslední třetině 14. století došlo k jeho obnovení, majiteli byli Bubekovci. V roce 1470 byl dán jako záloha Zápolským, v druhé třetině 16. století ho získali Bubekovci zpět. V dokumentech z let 1558 a 1567 se hrad vzpomíná jako opuštěný, více již obnovený nebyl.
Zachovaná jména kastelánů:
- 1461 Tomáš ze Skerešova
- 1523 Jan z Tornale

K hradnímu panství patřily obce: Sirk, Rákoš, Turčok, Nandraž, Kameňany, Držkovce, Licince, Leváre.

## Popis hradu
Hrad důmyslně využíval přírodní dispozici, když skalní lavice tvořily obranný prvek nebo přímo stěny objektů hradu. Lichoběžníkový palác tvořil nejvyšší místo hradu. Na jeho severní straně byl příkop. Na jižní stranu paláce navazovalo nádvoří. Vstup do hradu byl z východní strany. Hrad neměl studnu (kvůli skalnímu podloží) , jako zdroj vody sloužila do skály vytesaná cisterna.